# Тимашовск
Тимашовск (на руски: Тимашёвск) е град в Русия, административен център на Тимашовски район. Населението му към 1 януари 2018 г. е 51 925 души.